# 1996 XU25
1996 XU25 är en asteroid i huvudbältet som upptäcktes den 12 december 1996 av den japanska astronomen Takeshi Urata vid Nihondaira-observatoriet.
Asteroiden har en diameter på ungefär 5 kilometer och den tillhör asteroidgruppen Koronis.